# Cryptocarya mannii
Cryptocarya mannii är en lagerväxtart som beskrevs av Wilhelm B. Hillebrand. Cryptocarya mannii ingår i släktet Cryptocarya och familjen lagerväxter. IUCN kategoriserar arten globalt som nära hotad. Inga underarter finns listade i Catalogue of Life.